# Hertig av Gloucester

Heraldiskt vapen för Prins Richard, hertig av Gloucester.

Hertig av Gloucester (engelska: Duke of Gloucester) är ett brittiskt pärskap som flera gånger utdelats inom kungahuset. De fyra första skapelserna var ett pärskap i Kungariket England, de efterföljande i Storbritannien.

## Historik
Titeln gavs först till Thomas av Woodstock, trettonde barn till kung Edvard III. Titeln utslocknade vid hans död, precis som den gjorde då den delades ut för andra gången, Humphrey, hertig av Gloucester, femte son till kung Henrik IV.
Nästa gång som titeln delades ut var till Richard Plantagenet, bror till kung Edvard IV. När Richard själv blev kung, gick hertigdömet upp i kronan. Efter Richards död ansågs titeln illavarslande eftersom de tre första hertigarna dött utan arvingar till titeln. Titeln gavs inte till någon på 150 år, de näste som fick titeln var en son till kung Karl I, Henry Stuart, vid hans död utslocknade titeln.
Vilhelm, son till drottning Anna, titulerades "hertig av Gloucester" hela sitt liv (1689–1700), men fick egentligen aldrig titeln. Fredrik Ludvig av Wales titulerades "hertig av Gloucester" från 1718–1726, men fick därefter titeln hertig av Edinburgh som sedan användes istället för Gloucester.
Nästa gång som titeln delades ut var till en bror till kung Georg III, prins William Henry, hela titeln var "hertig av Gloucester och Edinburgh".
Den femte och senaste gången som titeln delades ut var till prins Henry, son till kung Georg V i mars 1928. Efter prins Henrys död ärvdes pärskapet av hans son prins Richard.

## Hertigar av Gloucester

### Hertig av Gloucester (1385)
- Thomas av Woodstock, hertig av Gloucester (1355-1397)

### Hertig av Gloucester (1414)
- Humphrey, hertig av Gloucester (1390-1447)

### Hertig av Gloucester (1461)
- Richard Plantagenet, hertig av Gloucester (1452-1485) Titel uppgick i kronan när han 1483 blev kung Rikard III.

### Hertig av Gloucester (1659)
- Henry Stuart, hertig av Gloucester (1640-1660)

### Hertig av Gloucester och Edinburgh (1764)
- William Henry, hertig av Gloucester och Edinburgh  (1743-1805). Utsedd 17 november 1764.[1]
- William Frederick, hertig av Gloucester och Edinburgh (1776-1834) Ärvde titeln efter fadern.

### Hertig av Gloucester (1928)
- Henry, 1:e hertig av Gloucester (1900-1974). Utsedd 31 mars 1928.[2]
- Richard, 2:e hertig av Gloucester (född 1944). Ärvde titeln efter faderns död 1974.[3]

1. Arvinge: Alexander Patrick Gregers Richard Windsor, earl av Ulster (född 24 oktober 1974)
2. Lord Ulsters arvinge: Xan Richard Anders Windsor, lord Culloden (född 12 mars 2007)

Dessa två är hertigens samtliga agnatiska arvingar.